# Barre Phillips
Pour les articles homonymes, voir Phillips.
Barre Phillips, né le 27 octobre 1934 à San Francisco (Californie) et mort le 28 décembre 2024 à Las Cruces (Nouveau-Mexique), est un contrebassiste américain de jazz.

## Biographie
Barre Phillips  est né en octobre 1934 à San Francisco.
Après avoir étudié les langues romanes à l'université de Berkeley, il abandonne la philologie pour se consacrer à la musique. Barre Phillips s'installe en 1962 à New York pour étudier la contrebasse classique avec Frederick Zimmermann.
Pendant les années 1960 il enregistre notamment avec Jimmy Giuffre, Archie Shepp, Attila Zoller, Lee Konitz et Marion Brown. Au début de la décennie il fait également connaissance du pionnier du free jazz Ornette Coleman,.
En 1964, il vient pour la première fois en Europe, avec le sextette de George Russell.
Puis Barre Phillips s'installe définitivement en Europe en 1967. Il vit à partir de 1972 dans le sud de la France, dans les Alpes-de-Haute-Provence.
Son enregistrement de 1968 en solo (Journal Violone aux États-Unis, réédité sous les titres Unaccompanied Barre en Angleterre et Basse Barre en France) est le premier enregistrement d'un solo de contrebasse en musique improvisée. L'album de 1971 Music from Two Basses avec Dave Holland est probablement le premier enregistrement d'un duo de deux contrebasses en jazz.
Il joue avec le groupe Gong puis fonde en octobre 1969 le groupe "The Trio" avec le saxophoniste John Surman et le batteur Stu Martin, qui se séparera deux ans plus tard. Dans les années 1980 et 1990 il joue régulièrement avec le "London Jazz Composers Orchestra" dirigé par Barry Guy. En 1991, il enregistre avec Ornette Coleman la bande originale du film Naked Lunch.
Phillips a joué avec les contrebassistes Peter Kowald et Joëlle Léandre, les guitaristes Derek Bailey et Patrice Soletti, le clarinettiste Theo Jörgensmann, les saxophonistes Peter Brötzmann, Alfred 23 Harth, Evan Parker Michel Doneda et Joe Maneri et les pianistes Karol Beffa, Paul Bley et Denis Levaillant.
Depuis les années 1970 il compose des musiques de films par exemple pour Jacques Rivette, Robert Kramer et des musiques de ballet pour Carolyn Carlson. Il a souvent travaillé avec la chanteuse Claudia Phillips, sa fille.
Son album Three Day Moon a été utilisé pour la bande originale du film La Chasse (Cruising) réalisé par William Friedkin, sorti en 1980.
Il meurt en décembre 2024 à Las Cruses, au Nouveau-Mexique.

## Discographie sélective
- Attila Zoller Quartet: The Horizon Beyond, 1965
- Basse Barre, 1969, Futura Marge
- Newthing at Newport, 1965 avec Archie Shepp, CD Impulse
- The Trio featuring John Surman: The Dawn Sessions, 1970 (à l'origine 2 disques)
- Music from Two Basses, 1971 avec Dave Holland
- Three Day Moon (avec Terje Rypdal, Dieter Feichtner et Trilok Gurtu), 1978
- Engatsse ! (avec Hervé Bourde et Bernard Lubat), 1979
- Journal Violone II (avec Aina Kemanis et John Surman), 1979
- Call Me When You Get There, 1984
- Passages (avec Barry Altschul et Denis Levaillant, 1986
- Naxos (avec Jean-Marc Montera et Claudia Phillips), 1987
- Aquarian Rain (avec Alain Joule), 1991
- No Pieces (avec Michel Doneda et Alain Joule), 1992
- Etchings in the Air (avec Haino Keiji), 1996
- Uzu (avec Yoshizawa Motoharu), 1997
- Trignition (avec Bertram Turetzky et Vinny Golia), 1998
- Jazzd'aià (avec Serge Pesce et Jean Luc Danna), 1998
- Play 'Em as They Fall, avec Emai Kazuo, 1999
- Journal Violone 9, 2001
- After You've Gone (avec Tetsu Saitoh, William Parker et Joëlle Léandre ; en souvenir de Peter Kowald), 2004
- Musique primale (Sornettes, 2009) Philippe Festou, ensemble contemporain Yin
- The rock on the hill (2011) trio avec Lol Coxhill et JT Bates
- No Meat Inside (Facing you, 2013) quartet avec François Cotinaud, Emmanuelle Somer et Henri Roger.
- De l'incendie dans une boîte d'allumettes, avec le poète Pierre Soletti, graphisme Sylvain Moreau, featuring Patrice Soletti (guitare), MPRA/L'oreille électrique/L'usine aux chimères, 2019